# Плесківці

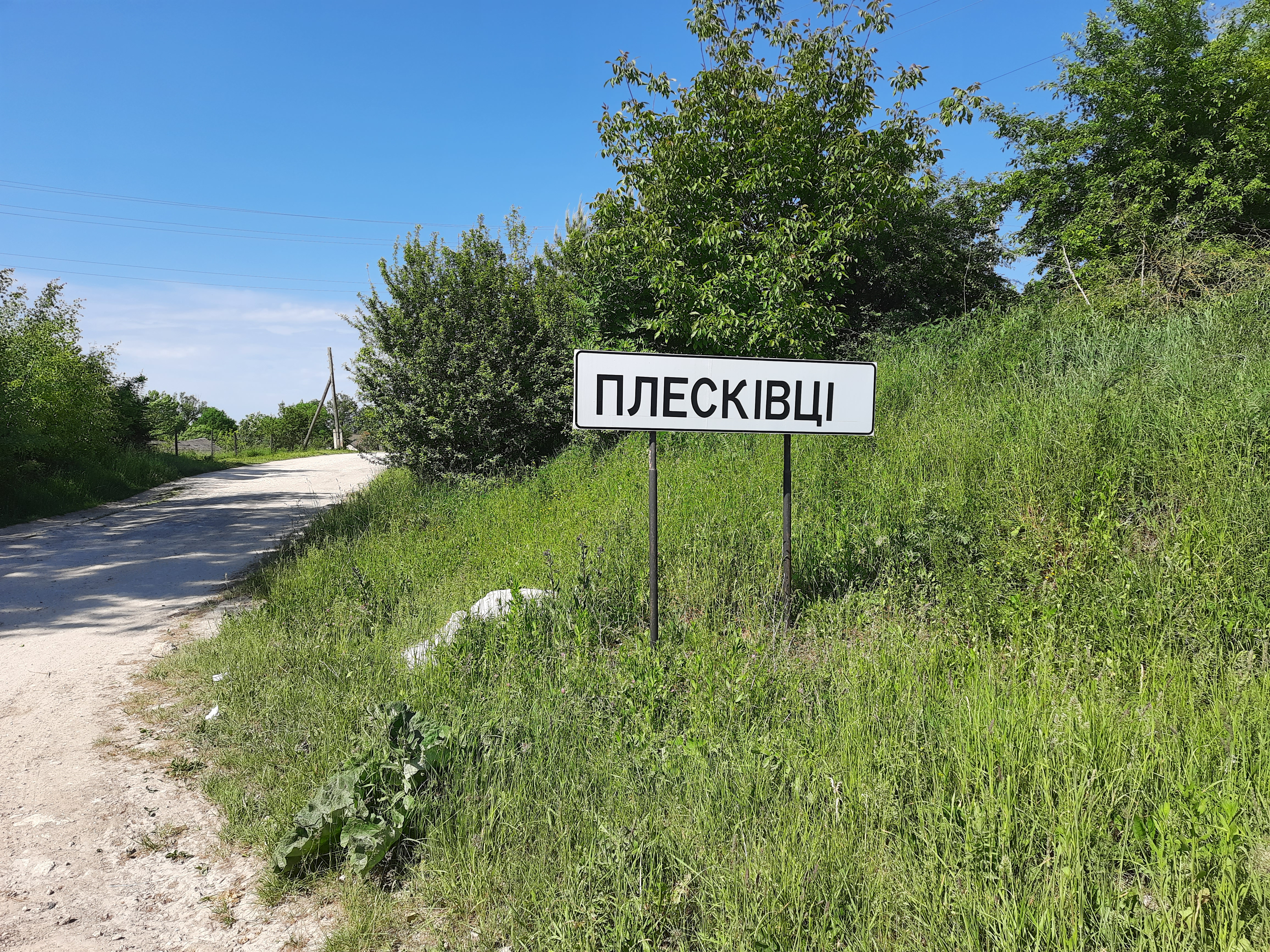
Дорожній знак при в'їзді в село

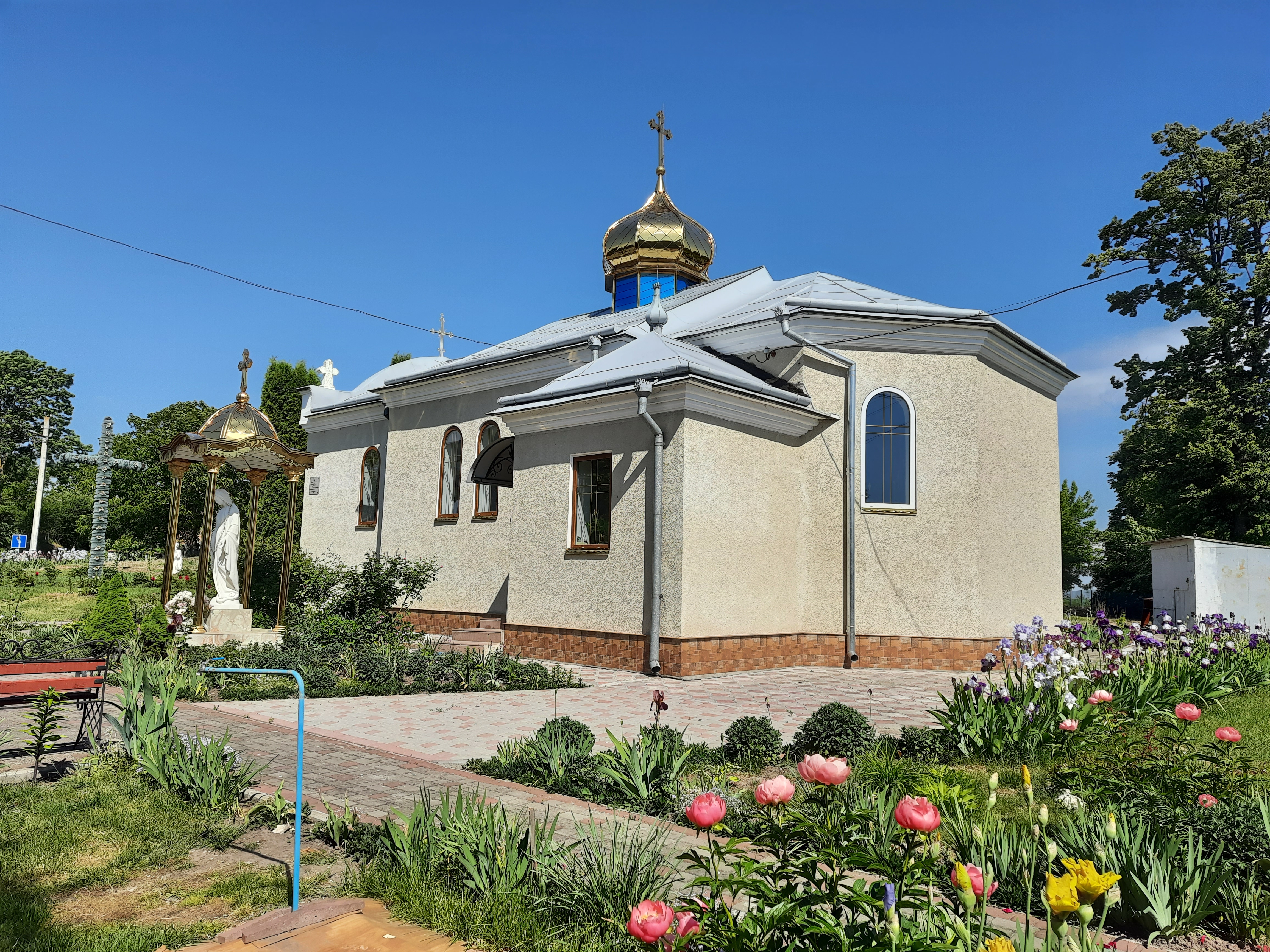
Церква святого Димитрія

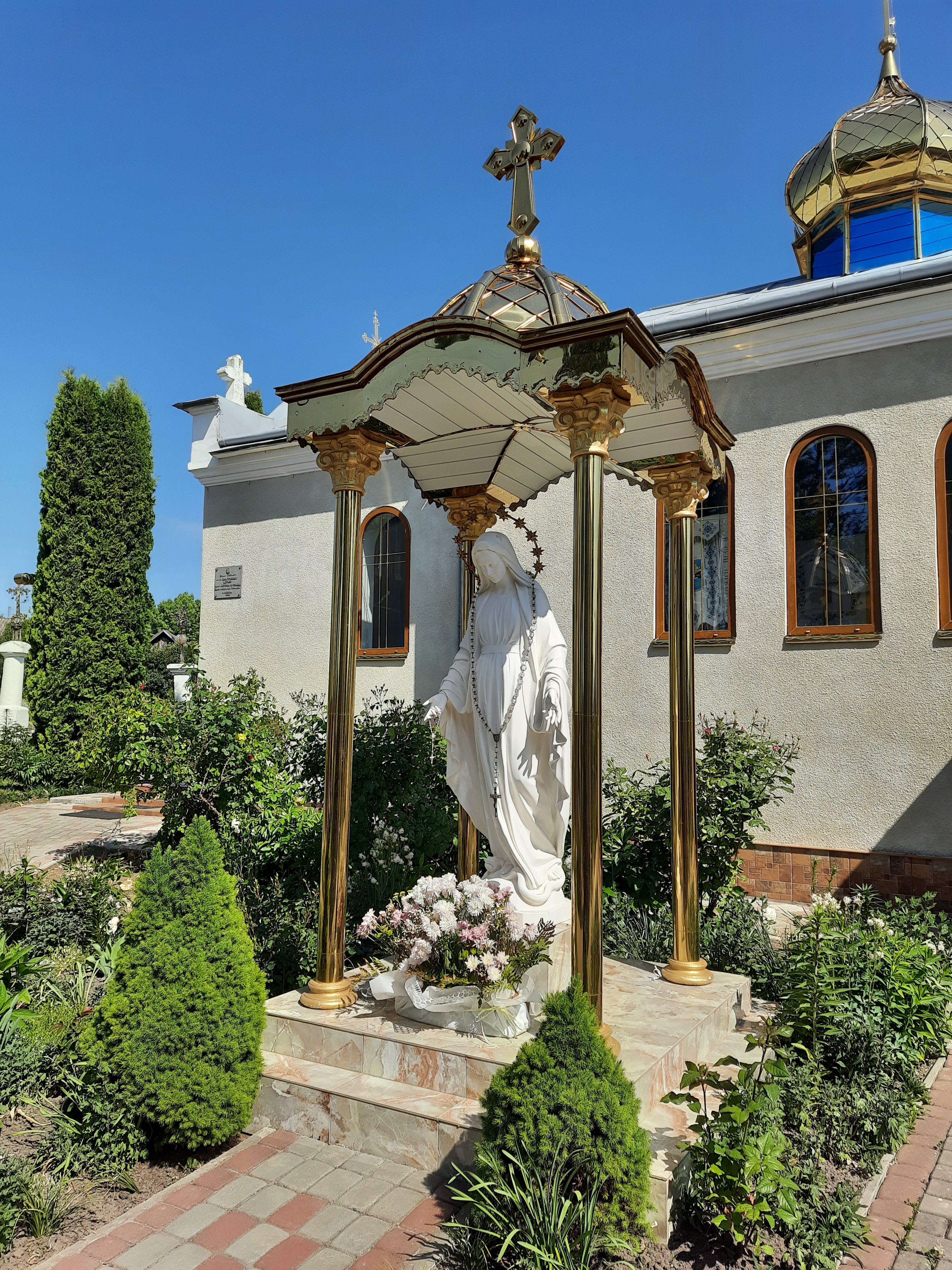
Статуя Божої Матері

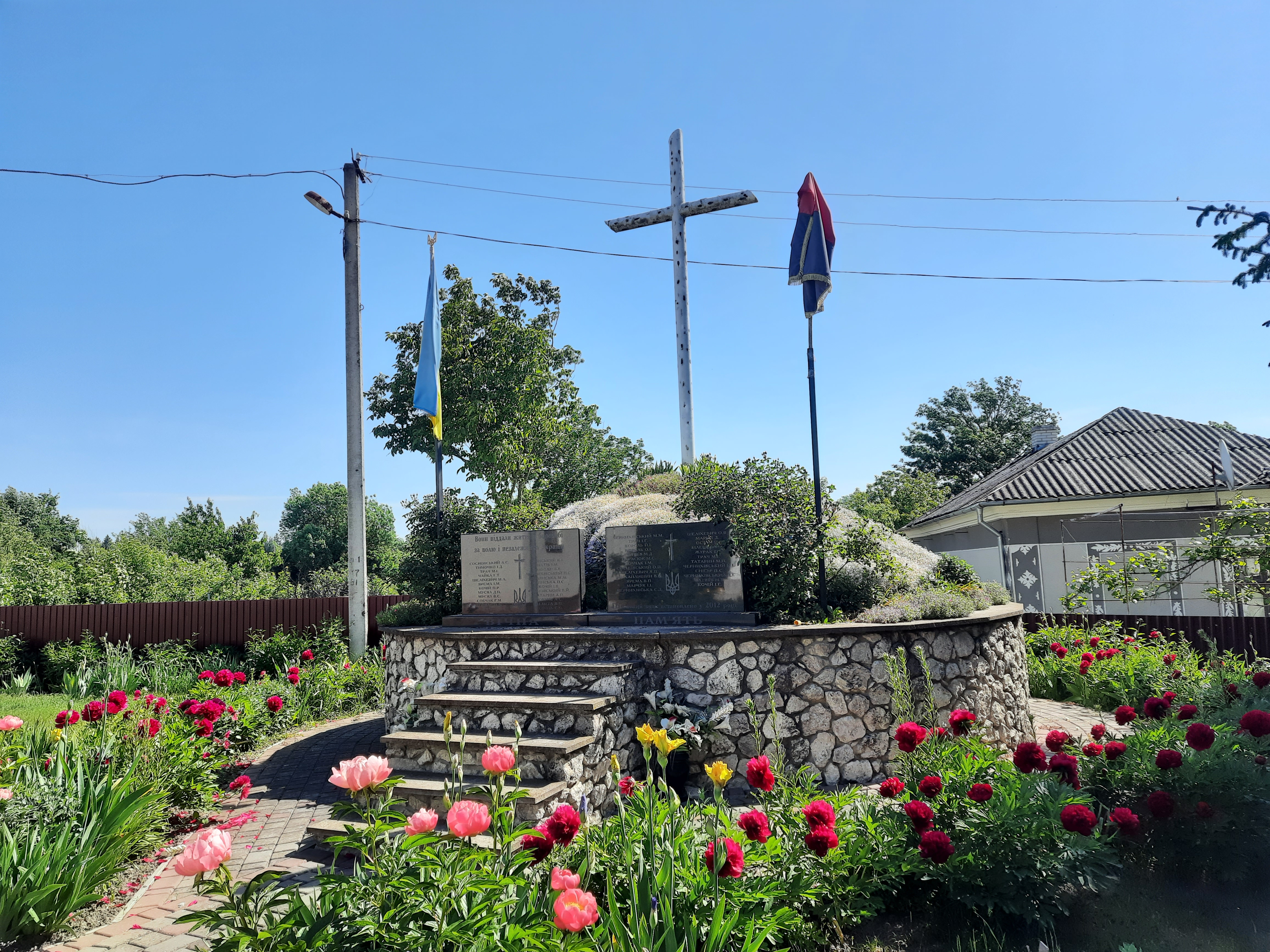
Символічна могила Борцям за волю України

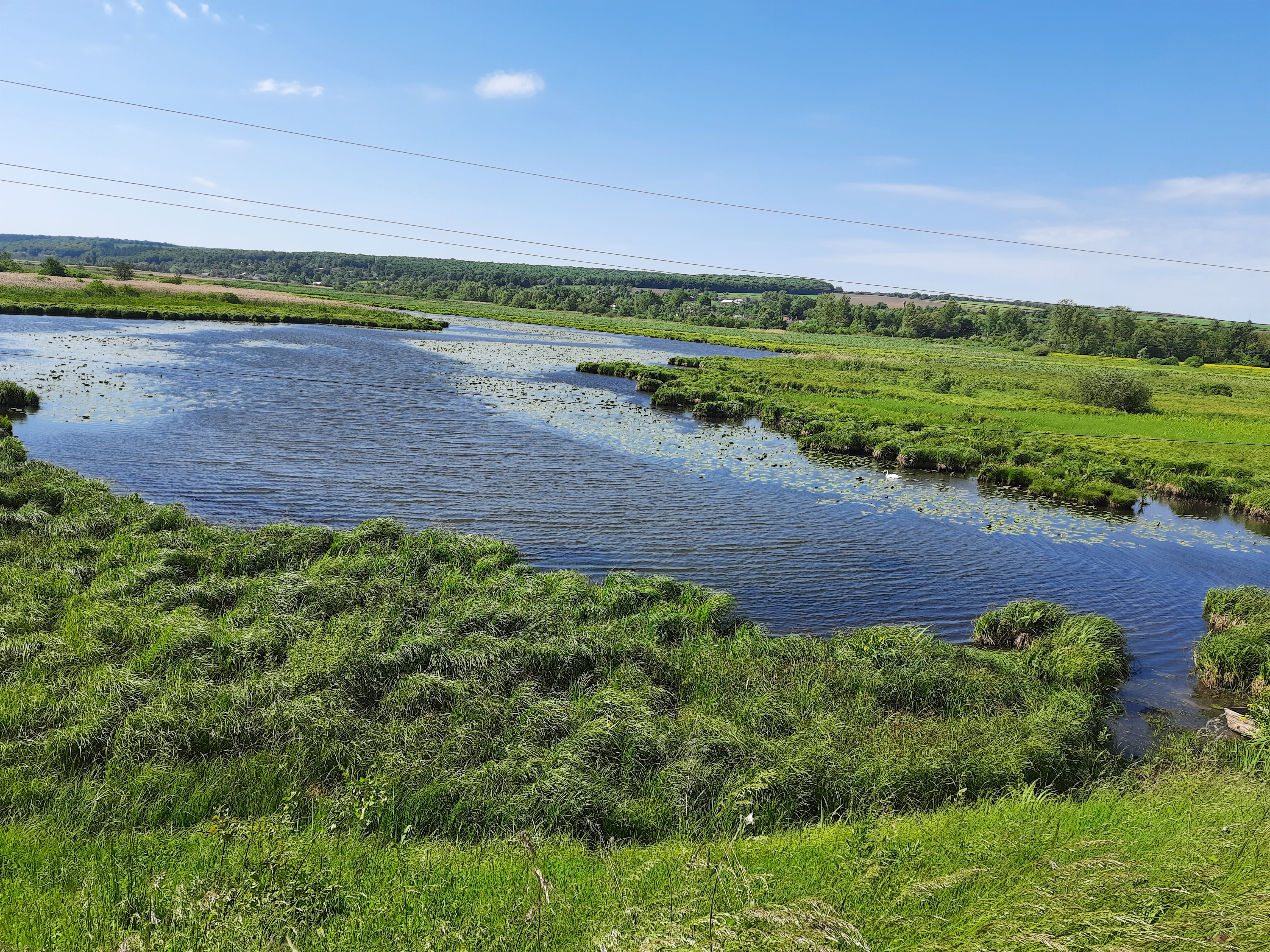
Краєвид біля села

Пле́сківці — село в Україні, у Тернопільській міській громаді Тернопільського району Тернопільської області. Розташоване на правому березі річки Серет, за 31 кілометр від Тернополя на північ. Адміністративно село підпорядковується Чернихівській сільській раді (до 2018).
Від 2018 року ввійшло у склад Тернопільської міської громади.

## Походження назви
За місцевими переказами, що переходили із покоління в покоління, назва села походить від рівного плеса води кількох ставків, які з'явилися на річці Безодня. Легенди також переповідають, що на захід від села у долині били глибокі джерела, дна яких не було видно, а вода в них була чиста, прозора і студена. Нібито від того і походить назва річки.

## Історія

### Передісторія
У «Літопису руському» вказано на те, що неподалік сучасного села Плесківці в період Київської Русі знаходилося стародавнє укріплення Биковен, а над Серетом, поблизу села Городищі, — містечко Бозок, яке було зруйноване монголами у 1240-их роках.

#### Перша згадка в історичних документах Чернихівської волості
Вперше в історичних документах Чернихів і Чернихівська волость, до складу якої згодом входило село Плесківці, згадуються у 1435 році. Тоді навколишніми землями володів Семен Васильович Збаразький (молодший брат Михайла Васильовича Вишневецького-Збаразького), після смерті якого володіння перейшли до його дочки, яка вийшла заміж за князя Костянтина Острозького.

#### Чернихівський замок і перша згадка про село Плесківці
Князь Костянтин Острозький у 1529 році випросив у короля Сигізмунда І Старого привілей на побудову замку над Серетом у Чернихові. Досі цю місцевість корінні мешканці села називають Замчиськом.
Зберігся опис замку 1583 року, у якому названі довколишні села, що входили до замку, а саме: Івачів-Горішній, Івачів-Долішній, Іванківці, Малашківці, Глядки, Плесківці, Ренів та інші села. Проте, на основі співставлених давніх історичних актів, можна допустити, що Плесківці вже існували в описах земель так званого Чернихівського ключа з 1545 року. Село існувало значно раніше, ніж це підтверджено документами кінця 16 століття (входили до маєтностей князя Костянтина Острозького).

### Польське панування
З 1349 року землі села Плесківці були загарбані Польським Королівством, після чого було встановлено жорсткішу панщину.

#### Визвольна війна 1648—1656 років
Під час Визвольної війни 1648-1656 років під проводом Богдана Хмельницького частина селян вливається у повстанський загін Максима Кривоноса. Вони беруть участь у визволенні Західної України. Неподалік села на Глядецьких полях знаходиться козацька могила. За переказами, там похоронені козаки, що впали в боях між Збаражем і Зборовом.

### Австрійське панування
У 1772 році, згідно з поділом Речі Посполитої, Плесківці підпадають під владу Австрії. В той час село мало 815 морґів поля, був панський двір, на якому жив управитель, а пані жила у селі Городище. У Плесківцях і до сьогодні збереглася назва місцевості «Двірський».
Після скасування панщини 3 травня 1848 року, у селі сталося велике патріотичне піднесення. На честь цієї події селяни поставили два пам'ятники, які у 1958—1960 роках було знищено радянською владою під маскою «боротьби із релігією». На початку 1990-их років їх було відбудовано місцевими жителями.
У кінці XVIII століття в селі була організована парафіяльна школа, де діти навчалися читати й писати. А після скасування панщини було організовано народну школу з чотирма класами навчання.

### Перша світова війна
Після початку Першої світової війни російська армія опинилася на берегах річки Серет. Австрійці виселили селян з-під лінії фронту в Чехію, на околицю міста Гмінд, де їх утримували у величезних концтаборах. Багато жителів Плесківець загинуло там через голод, холод, хвороби, погані умови життя.
Для боротьби з російською армією було організовано загону Українських Січових Стрільців (УСС), до лав яких потрапило також багато селян з Плесківець.

### Західно-Українська Народна Республіка
Після утворення Західно-Української Народної Республіки багато молодих чоловіків із села Плесківці влилося в Українську Галицьку Армію (УГА), серед них:
- Винницький Іван
- Журак Тимко
- Карнаух Пилип
- Карнаух Стах
- Карнаух Степан
- Карпович Михайло
- Король Павло
- Король Антон
- Король Роман
- Кочій Петро
- Кочій Федько
- Лемега Демко
- Лемега Кость
- Лемега Павло
- Матуш Григорій
- Марчук Гринько
- Мультан Іван
- Мультан Петро
- Мусял Павло
- Мусял Іван
- Парасюк Антон
- Снігур Олекса
- Снігур Петро
- Снігур Степан
- Сосновський Степан
- Собчак Лука
- Сидорак Дмитро
- Татарин Петро
- Татарин Василь
- Трач Гринько
- Трач Гнат
- Трач Іван
- Трач Пилип
- Трач Олекса
- Тимочко Дем'ян
- Чайка Тимко
- Чайка Лука
- Чернихівський Іван
- Чернихівський Микола
- Чернихівський Олекса
- Чернихівський Павло
- Чернихівський Петро
- Чернихівський Семен
- Чернихівський Дмитро
- Чернихівський Роман
- Паславський Іван
- Шеліхевич Микола
- Шеліхевич Григорій
- Шеліхевич Дмитро
- Ярема Павло
- Ярема Микола
- Ярема Григорій

Українська влада протрималася у селі Плесківцях майже рік. Війтом тоді був Андрій Чернихівський.

### Стан села після закінчення Першої світової війни
Після закінчення Першої світової війни люди повернулися з Гмінду додому. В селі було лише дві хати, решта будинків — знищені. Було зруйновано і церкву. За селом, в урочищі Глинянки, австрійці побудували землянки, де тимчасово поселилися тепер люди.

### Під час польської окупації
У 1920-х роках було відновлено спочатку церкву, а потім читальню «Просвіта», а також школу, у якій здобували освіту близько 90-95 учнів щороку. На чотири початкових класи була одна вчителька, через це навчання проводилося у дві зміни. Спочатку нею була Ольга Білик, а згодом Марія Драгомирецька.
В селі також діяв дитячий садок, була молочарня та кооперація. В читальні «Просвіти» читалися книжки і газети, відбувалися вистави: «Криваві перли», «Депутати до Відня», «Не поможе кадило, коли бабу сказило», «За батька» та інші. При читальні діяла спортивна організація «Каменярі», на базі якої створено підпільну Організацію Український Націоналістів (ОУН).
В селі була добре налагоджена культурно-освітня та патріотично-виховна робота серед молоді. Щороку відбувалися фестивалі української пісні, спортивні змагання, особливо футбольні. Керував читальнею «Просвіти» Іван Винницький.
1 серпня 1934 року в рамках реформи на підставі нового закону про самоуправління (23 березня 1933 року) увійшло до нової сільської гміни Янківці (Тернопільський повіт Тернопільського воєводства).

### Радянська окупація
Червона армія прийшла до села в понеділок, 23 вересня 1939 року, а вже з початком жовтня почалися арешти і репресії українських націоналістів. Першого було заарештовано Володимира Трача, потім його старшого брата Миколу, а згодом Йосипа Чернихівського.
Щоби уникнути можливих арештів, свідомі українці почали іти у підпілля. Члени ОУН очолили підпільників. У Плесківцях, у хаті Йосипа Сосновського квартирує районовий провідник ОУН Григорій Христинюк (псевдо «Харко»), уродженець села Висипівці. Тут також перебували кущовий ОУН Григорій Цвях (псевдо «Головати»), Ярослав Голуб (псевдо «Медвідь»). Тут вони перебували до початку нападу німців СРСР.
Під час бою у Воробіївському лісі загинуло багато вояків із села Плесківці. Серед них:
- Гнатів Іван Михайлович
- Глинський Кирило Іванович
- Сосновський Андрій Степанович
- Тимочко Ілько Дем'янович
- Трач Михайло Іванович
- Шеліхевич Микола Миколайович
- Чайка Гавриїл Тимофійович
- Ярема Іван Миколайович.

#### Жертви радянської і німецької окупацій

##### Вислані до Німеччини
- Волянський Володимир Петрович
- Волянська Марія Михайлівна
- Власенко Володимир Павлович
- Журак Йосафат Тимофійович
- Король Омелян Павлович
- Кочій Євген Петрович
- Кочій Василь Костянтинович
- Кочій Роман Романович
- Лемега Василь Костянтинович
- Михайлишин Ганна Василівна
- Мусял Петро Іванович
- Мультан Павло Іванович
- Сосновська Марія Йосипівна
- Снігур Василь Петрович
- Невідомий Іван Григорович
- Чайка Стефанія Тимоіфївна
- Чернихівський Володимир Дмитрович
- Чорний Петро Іванович
- Шеліхевич Ілько Іванович
- Шеліхевич Ганна Дмитрівна
- Ярема Семен Миколайович
- Ярема Текля Михайлівна
- Ярема Ірина Семенівна
- Трач Анастасія Олексіївна

Разом їх було 24.

##### Впали на полі слави в боротьбі з радянськими окупантами
- Гнатів Іван Михайлович
- Глинський Кирило Іванович
- Сосновський Андрій Степанович
- Тимочко Ілько Дем'янович
- Трач Михайло Іванович
- Шеліхевич Микола Михайлович
- Чайка Гавриїл Тимофійович
- Ярема Іван Миколайович
- Волянська Миарія Михайлівна
- Король Степан Павлович
- Мультан Василь Васильович
- Снігур Петро Степанович
- Чернихівський Павло Семенович

##### Загинули в боях на території села
- Іван Білецький- «Жар»
- Григорій Герман- «Медвідь»
- Дмитро Марич- «Рись»
- Павло Остяк- «Богун»
- Степан Степаренко- «Струм»
- «Вишня»
- «Вовк»
- «Чорнота»

##### Загинули в тюрмах
- Кочій Петро Романович
- Кочій Агафія Іванівна
- Мусял Дмитро Павлович
- Собчак Григорій Михайлович
- Собчак Олекса Михайлович
- Собчак Парасковія Лук'янівна
- Смаль-Стоцький Йосип Андрійович
- Трач Володимир Іванович
- Трач Микола Іванович
- Татарин Михайло Петрович
- Чернихівський Йосип Іванович

##### Загинули на фронтах Другої світової війни в боротьбі з німцями
- Власенко Микола Павлович
- Ґой Йосип Олександрович
- Карачок Михайло Степанович
- Карнаух Іван Степанович
- Кочій Василь Прокопович
- Кузьма Микола Ілліч
- Лемега Іван Дем'янович
- Лисий Василь Михайлович
- Марчук Омелян Ілліч
- Михайлишин Кіндрат Михайлович
- Михайлишин Микола Васильович
- Михайлишин Онуфрій Васильович
- Мультан Петро Іванович
- Мусял Василь Семенович
- Небещанський Андрій Крпович
- Невідомий Василь Григорович
- Польовий Петро Семенович
- Сасюк Федір Романович
- Сосновський Петро Степанович
- Татарин Ілля Петрович
- Татарин Ілько Петрович
- Трач Василь Іванович
- Трач Іван Петрович
- Чайка Степан Тимофійович
- Чернихівський Василь Петрович
- Чернихівський Микола Миколайович
- Шеліхевич Петро Миколайович
- Шеліхевич Андрій Михайлович
- Шеліхевич Михайло Федорович
- Якимчук Петро Лук'янович
- Човган Михайло Миколайович
- Кочій Григорій Петрович

### У незалежній Україні
У 1999—2000 роках у селі було 80 дворів, населення становило 185 мешканців, було 142 виборці. Крім того, 17 хат пустувало, 31 хату було знищено. Для порівняння: за даними Державного архіву Тернопільської області в 1944—1945 роках в селі було 128 господарств, що мали 471.33 гектари землі, населення становило 348 осіб, виборців було 286.
Демографічні показники: щороку вмирає 8-9 людей, а народжується 2-3.

## Голови села Плесківці
Протягом 20 століття голови села мали ще й такі назви: «війт», «солтис». До Першої світової війни війтом був Степан Сосновський, за період Західноукраїнської Народної Республіки війтом був Андрій Чернихівський.

### Період польської окупації
Під час польської окупації війтами були:
- Григорій Трач
- Іван Трач
- Адам Подсядло
- Ян Менжик

### Період німецької окупації
- Іван Чернихівський
- Василь Мусял

### За радянської влади
- Йосип Марчук
- Іван Лалак
- Григорій Мультан
- Василь Снігур
- Гаврило Лещар
- Петро Тимочко
- Василь Неживий
- Василь Чабан
- Олег Чайка
- Ольга Біла
- Ольга Худик
- Богдан Серба
- Марія Томалюк

### Період незалежної України
- Василь Чабан
- Богдан Тимочко
- Володимир Кметь
- Володимир Маличок
- Галина Алексевич
- Богдан Татарин
- Стефанія Шеліхевич

## Мікротопоніми села Плесківці
Плесківецькі поля мають такі назви:
- За Селом
- За Озером
- Франкова Долина
- Коло Червоної Брами
- Задній Дуб
- Лопаки
- Між Дорогами
- Під Лозами
- За Лозами
- Старий Гай
- Синя Криниця
- Гнила Криниця
- Віднестерівці
- Окіпнячка
- На Дубового
- Середний Горб
- Криві Гони
- Копані
- Рутка
- Круглий Лан
- На Синожатах
- Розкопана Дорога
- Півшнурки
- «Альпи»

## Релігія
У селі є церква 17 століття, відновлена на початку 20 століття після того, як її було знищено австрійськими військами.
Селяни Плесківець є у більшості греко-католиками.
До 1723 року Плесківці мали свою парафію. Останнім парохом села був отець Ілля Стрільбицький. Згодом село приєднали до Чернихівської парафії.
З посвяченням нової церкви святого Димитрія в Плесківцях було відновлено власну парафію.

## Освіта
Вкінці XIX століття в селі вже була початкова школа. У ній викладав молодий вчитель з Тернополя Андрій Смаль-Стоцький.
У 1926 році селяни спорудили тут середню школу, що діяла до 1975 року, поки її не закрили, оскільки учнів не вистачало навіть на початкові класи. Тепер населення Плесківців послуговується Чернихівською середньою школою I—III ступенів.

## Культурно-освітня робота

### Читальня «Просвіти»
У 1926 році громада села побудувала читальню «Просвіти». Тут була зала на сто глядачів, сцена, у двох інших кімнатах були кооперація та молочарня. Багато років головою читальні був Іван Винницький. У селі на той час було 130 господарств і 500 мешканців. Більшість із них були членами читальні. Фінансування діяльності читальні проводилося за рахунок членських внесків та пожертвувань.
У читальні була невелика бібліотека. Передплачувалися газети і бібліотечка «Самоосвіта». Щоб поставити виставу, потрібно було їхати до Тернополя, отримати дозвіл від староства. Всі вистави контролювалися жандармами і проходили через цензуру.
У 1940 році помер Іван Винницький. Решта членів «Просвіти» була заарештована більшовицькими окупантами.

### Створення сільського клубу
За радянської влади читальну перейменували на клуб. Першим завідувачем клубу став Чернихівський Володимир Дмитрович. Почалися арешти молоді, і культура серйозно занепала.
Під час німецької окупації кульпросвітня робота частково відновилася. Місцевий актор Король Йосип Іванович написав драму «Напередодні Волі», що відображала роки більшовицької окупації. Ця вистава пройшла з великим успіхом у всіх навколишніх селах.
Клуб під час війни ж був зруйнований.

### Створення хати-читальні і відновлення клубу
Проте з поверненням радянської влади у селі була утворена так звана хата-читальня. На початку 1948 року завідувачем хатою-читальнею був Чернихівський Дмитро Іванович. В приміщенні сільської ради було виділено одну кімнату, де зберігалася невеличка бібліотека та підшивки газет.
Навесні 1948 року було відновлено клуб, а вньому облаштовано сцену. Першою виставою була «Безталанна». Згодом ставилися драми «Назар Стодоля», «Мати-наймичка», «Сто тисяч», «Земля», «Сава Чалий», «Марина», «Невольник», Повернувся із Сибіру", «Шумить Дніпро», «Ляля Убийвовк», «Нескорена полтавчанка», «Ой, у полі нивка» та інші. В 1970—1979 роках при клубі діяв хор доярок.

### Будинок культури у Плесківцях
За ініціативою голови сільради Олега Дмитровича Чайки у 1979 році споруджено новий будинок культури. Зараз у цьому приміщені є фоє, зала на 250 місць, бібліотека, кінокімната, кімната для артистів і кімната урочистих подій.
У будинку культури було також організовано великий хор. Художнім керівником став Кочій Василь Іванович, концермейстром — Мул Роман Іванович.
Тут також із гастролями побували артисти Тернопільського драматичного театру, які ставили тут вистави «Наталка-Полтавка», «Безталанна», «Пошилися в дурні».
У 1985 році директором будинку культури став випускник Дніпропетровського музичного училища, уродженець села Плесківці Артем'як Юрій Павлович. Він одночасно був і вчителем співів та музики в Чернихівській середній школі.
Невдовзі було відновлено роботу драматичного гуртка, зокрема поставлено вистави «Коли сходило сонце» і «Мати-наймичка», організовано новий хоровий гурток, який дав кілька концертів, у тому числі і на святкуванні роковин Тараса Шевченка.

## Відомі люди

### Народилися
- Кузьма-Балицький Петро Миколайович (1923—2015) — український військовик, член ОУН, меценат, громадський діяч, Почесний громадянин Тернополя.
- Татарин Богдан Павлович — завідувач кафедри Тернопільського державного технічного університету «Обладнання і технологія зварювального виробництва». Здійснив 5 винаходів, має понад 150 науково-методичних розробок.
- Чернихівський Гаврило Іванович — український літературознавець, краєзнавець, історик
- Чернихівський Дмитро Іванович — український громадський діяч, історик, краєзнавець, літератор.